# 艾曼库勒湖
艾曼库勒湖，位于中华人民共和国新疆维吾尔自治区沙雅县西北部的一座干盐湖，地处塔里木河北岸的侵蚀洼地内，未干涸前湖面海拔992米，水域面积约10平方千米，长6千米，宽1.5～2.0千米。湖水主要依赖于塔里木河漫溢洪水和地下水补给。